# Allium funckiifolium
Allium funckiifolium är en amaryllisväxtart som beskrevs av Hand.-mazz. Allium funckiifolium ingår i släktet lökar, och familjen amaryllisväxter. Inga underarter finns listade i Catalogue of Life.